# Луїс Едуардо Перес
Луїс Едуардо Перес-і-Пагола (ісп. Luis Eduardo Pérez y Pagola; 12 жовтня 1774 — 30 серпня 1841) — уругвайський державний і політичний діяч, губернатор Східної провінції, голова Сенату з повноваженнями здійснення виконавчої влади (фактично президент) Уругваю восени 1830 року.
Після проголошення незалежності Східної Держави Уругвай Перес очолював Сенат Уругваю та був головою його Виконавчої канцелярії. Таким чином він фактично був головою держави до інавгурації Фруктуосо Рівери 6 листопада 1830 року.